# Javier Lanis
Javier Lanis (Santiago de Chile, 1972) es un pianista chileno.

## Biografía

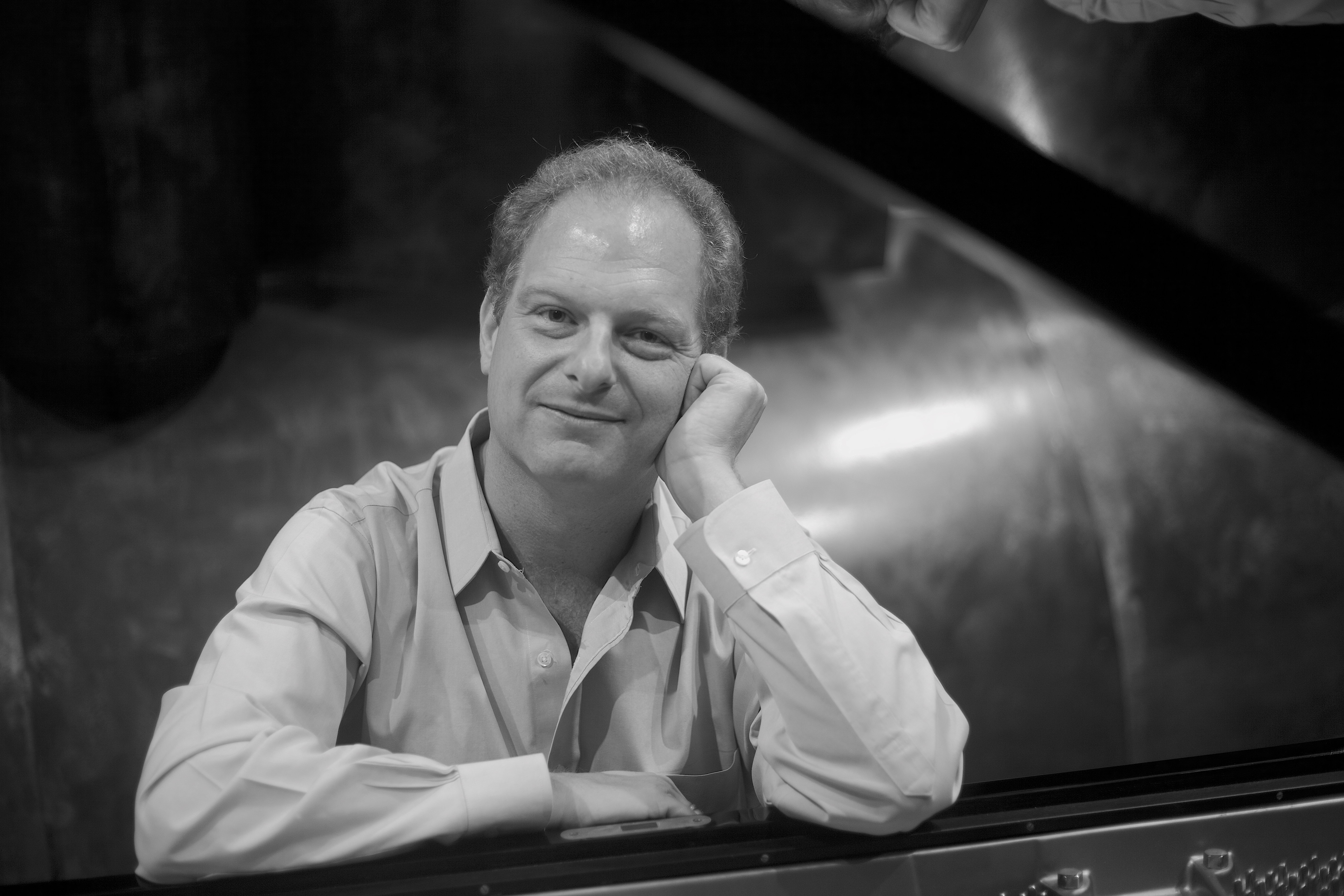
Javier Lanis, 2019

Nace en Santiago de Chile en 1972. Realiza sus estudios de piano con Elisa Alsina y de música de cámara con Elvira Savi en la Facultad de Artes de la Universidad de Chile. 
Continúa su formación musical con Robert Roux en la Universidad Rice de Houston (EE. UU.) y posteriormente sus estudios de Konzertexamen en la Escuela Superior de Música de Detmold (Alemania) con Anatol Ugorski, siendo también su asistente. Además ha recibido clases de Ferenc Rados.
En el año 2000 participa en The Norfolk Chamber Music Festival (EE. UU.) donde trabajó junto a músicos como Claude Frank, Lillian Kallir, Boris Berman, miembros del Cuarteto de Cuerda de Tokio y del Cuarteto Vermeer.
Se ha presentado en diversas salas de Europa tales como Beethovenhalle (Bonn), Bösendorfer-Saal (Viena), Purcell Room (Londres), Sala Rajmáninov (Conservatorio Chaikovski, Moscú). Además ha sido invitado a dar conciertos en Israel, Eslovaquia, Francia, Japón, España, EE. UU., Argentina, España y Chile. En 2016 fue invitado a participar en el ciclo "Grandes Pianistas" del Teatro Municipal de Santiago de Chile. Colaboraciones junto a destacados músicos tales como Nobuko Imai, Karine Georgian, Marcio Carneiro, Marco Rizzi y como solista junto a la Orquesta Sinfónica Nacional de Chile, Orquesta Sinfónica de la Universidad de Concepción, Orquesta Sinfónica de Tenerife, Orquesta de Cámara de Chile, Nordwestdeutsche Philharmonie, Dogma Chamber Orchestra, Ensemble Vinorosso, entre otras. Ha sido dirigido por Víctor Pablo Pérez, Juanjo Mena, David del Pino Klinge, Joachim Harder, Karl-Heinz Bloemeke, Ola Rudner, Rodolfo Fischer, Juan Pablo Izquierdo, Agustín Cullel.
Desde 2005 ejerce la docencia en el Conservatorio Superior de Música de Canarias (España) y a través de clases magistrales en distintos lugares del mundo. Ha sido jurado en el concurso de piano Toca el Cielo los años 2015 y 2016.

## Reconocimientos y premios
En su carrera ha contado con el apoyo de diversas instituciones tales como: Corporación Amigos del Teatro Municipal, Dirección de Asuntos Culturales del Gobierno de Chile (DIRAC)  y Gesellschaft der Freunde und Förderer der Hochschule für Musik Detmold.
En el año 2000 fue elegido por la Revista Sábado de El Mercurio en conjunto con el Departamento de Liderazgo de la Escuela de Negocios Universidad Adolfo Ibáñez para aparecer en la primera edición de los 100 líderes jóvenes de Chile. Recibe en tres oportunidades el primer premio en el Concurso de Piano Claudio Arrau (1983,1985,1991), representó a Chile en The 2nd Hamamatsu International Piano Competition (1994) en Hamamatsu, Japón y en el XIII International Chopin Piano Competition (1995) en Varsovia, Polonia.

## Discografía
- Robert Schumann: Carnaval Op. 9 & Serguéi Prokófiev: Piano Sonata No. 7 in B flat major Op. 83
- Frédéric Chopin: Piano Sonata No. 2 in B flat minor Op. 35 & Piano Sonata No. 3 in B minor Op. 58